# アランヤプラテート駅
アランヤプラテート駅（アランヤプラテートえき、タイ語:สถานีรถไอรัญประเทศ）は、タイ王国の中部サケーオ県アランヤプラテート郡にある、タイ国有鉄道東本線の駅である。

## 概要
当駅はサケーオ県アランヤプラテート郡にあり、サケーオ県の県都（サケーオ駅）からは52.25 kmの距離に位置する。またクルンテープ駅（バンコク）からは254.50 km地点に位置し、普通列車利用で4時間30分程度である。町の中心部に位置する為、利便性が良い。駅の正面側（南側）が市街地である。
かつて、国境を越えてカンボジアまで運行していたが、カンボジア内戦により1974年に乗り入れを停止した。乗り入れの停止以降はアランヤプラテート駅が終点となっていたが、1990年代には一時期、国境手前のタイ停車場まで延伸して運行していた。その後、カンボジア方面の復旧が行われ、2019年4月22日にカンボジアロイヤル鉄道北線と再接続した。接続時にタイ国鉄の気動車がここを通って譲渡された他、2021年10月にはタイ側から貨物列車が中古レールや枕木等を乗せて初めて国境を越えたが、2024年現在でも旅客列車の運行は行われていない。
1日に4本の列車（2往復）の発着がありいずれも普通列車である。運賃はクルンテープ駅 - アランヤプラテート駅間で48バーツ（約125円）となっている。

## 歴史
1908年1月24日に、東本線のクルンテープ駅 - チャチューンサオ駅（60.99 km）が開業した。約18年後の1926年11月8日に、当駅までの延伸工事が完了し、東本線の完成を見た。
- 1908年1月24日 - 【開業】クルンテープ駅 - チャチューンサオ駅(60.99km)
- 1925年1月1日 - 【開業】チャチューンサオ駅 - カビンブリー駅 (100.27 km)
- 1926年11月8日 - 【開業】カビンブリー駅 - アランヤプラテート駅 (93.24 km)
- 1974年 - カンボジア内戦のためカンボジアへの乗り入れを停止[1][2]。
- 2019年4月22日 - カンボジアロイヤル鉄道北線と再接続[1][2]。

## 駅構造

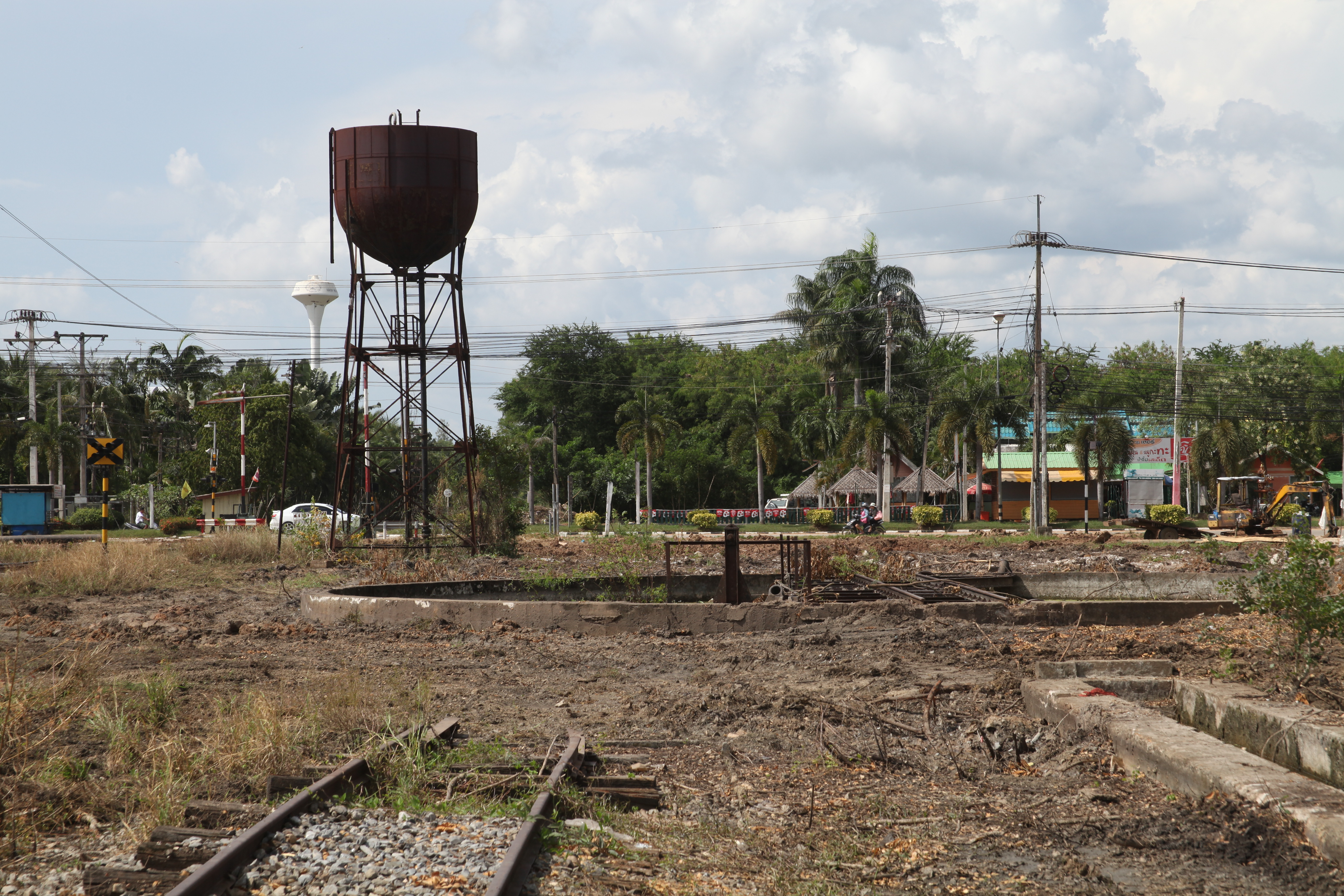
アランヤプラテート駅の転車台及び給水塔

単式切欠きホーム1面1線をもつ地上駅であり、駅舎はホームに面している。ホームの切り欠き部は貨車への荷役用に使用されている。また、線路は接続されていないが、かつて蒸気機関車時代に使用されていた転車台、給水塔が残っている。

## 駅周辺
- アランヤプラテート・バスターミナル（約600 m）